# Petrogale lateralis
Petrogale lateralis is een zoogdier uit de familie van de kangoeroes (Macropodidae). De wetenschappelijke naam van de soort werd voor het eerst geldig gepubliceerd door John Gould in 1842.

## Kenmerken
De bovenkant van het lichaam is grotendeels bruin. De schouders, de nek en de bovenarmen zijn grijs. Over de flanken loopt een lichtgrijze streep, met daaronder weer een donkerbruin stuk. De onderkant van het lichaam is wit tot geelbruin. De kop is aan de bovenkant donkerbruin, met over de wangen een witte of geelbruine streep, en aan de onderkant grijs. De lange, bruine staart is bij de punt donkerder. De kop-romplengte bedraagt 465 tot 570 mm, de staartlengte 450 tot 510 mm, de oorlengte 43 tot 62 mm en het gewicht 5000 tot 7700 g.

## Leefwijze
Deze soort is voornamelijk 's nachts actief. Het dier slaapt in grotten of rotsspleten, waar het nooit ver vandaan gaat. Deze rotskangoeroe voedt zich met grassen en kruiden.

## Verspreiding
Deze soort komt voor in westelijk en centraal Australië. De Australiërs noemen het dier 'black-flanked rock wallaby'. In West-Australië leeft de wallaby in bergachtige gebieden met granieten ontsluitingen, zandstenen kliffen, puinhellingen en heuvelachtige graslanden met een paar bomen en struiken, en ook in de buurt van kalkstenen kliffen aan de kust.

## Ondersoorten
De soort telt 5 ondersoorten, die in van elkaar geïsoleerde populaties voorkomen:
- Petrogale lateralis lateralis Gould, 1842 – komt voor in een aantal geïsoleerde populaties in het westen van West-Australië.
- Petrogale lateralis centralis Eldridge & Potter, 2020 – komt voor in het MacDonnellgebergte in het zuiden van het Noordelijk Territorium en nabijgelegen delen van West- en Zuid-Australië.
- Petrogale lateralis hacketti Thomas, 1905 – komt voor op de Recherche-archipel bij de zuidkust van West-Australië.
- Petrogale lateralis kimberleyensis Eldridge & Potter, 2020 – komt voor in de Kimberley.
- Petrogale lateralis pearsoni Thomas, 1922 – komt voor op de eilanden van de Investigator Group in Zuid-Australië.